# سینت جیمز (کارولینای شمالی)
سینت جیمز (به انگلیسی: St. James) شهری در ایالت کارولینای شمالی کشور ایالات متحده آمریکا است که جمعیت آن در سرشماری سال ۲۰۱۰ میلادی، ۳٬۱۶۵ نفر بوده‌است.